# ジャガー・XK120
ジャガー・XK120（Jaguar XK120 ）は、イギリスの自動車メーカー・ジャガーが1948年から1954年まで生産した2座席のスポーツカーである。
第二次世界大戦後では初のジャガー・スポーツカーの新型車として、1948年10月ロンドンショーでジャガー・マークVと同時に発表され、翌1949年に発売された。車名の「XK120」はこの車で初めて用いられ、1980年代まで生産された直列6気筒DOHCエンジンの型式名「XK」と、公称最高速度が120mph（193km/h）を超えることを意味する。性能・デザインとも高い完成度を実現したことで、米国市場をはじめとする各国で、ジャガーの国際的名声を確立したモデルである。

## 概要
生産は1948年末から始まった。最初の242台はアルミニウム製であったが、生産台数を増やすためその後はスチール製となった。
ボディデザインはジャガーの創業者・ウィリアム・ライオンズによるもので、ライオンズの得意とする美しいプロポーションとエレガントな曲線は戦前のSS100同様のものであった。当初はロードスターのみ、1951年にフィクストヘッドクーペ(FHC)が、1953年には巻き上げ式ウィンドウと内張付きソフトトップを持つドロップヘッドクーペ(DHC)が加わった。
エンジンはアルミ製シリンダーヘッドにツインSU製キャブレターを装備した直列6気筒で、SS100のOHVから一気にDOHCを採用と当時としては進んだ設計で、排気量は3,442cc、XKエンジンと呼ばれ、標準の圧縮比8:1で160hp/5,500rpmを発揮した。
サスペンションは前輪独立、ボール循環式ステアリングはコラムの長さが調節可能だった。ブレーキはディスクブレーキ開発前の時代であり、四輪油圧ドラム式であったが、やはり高性能をフルに発揮するとフェード現象が起きやすかった。ドアには取っ手がなく、内側の紐を引いて開閉した。
ワイヤホイールは1951年以降オプション装着品であったが、その場合センターロックナットが干渉するため、リアフェンダーのスパッツは装着されなかった。もう一つのオプションはSE(Special Equipment)と呼ばれるパッケージで、高出力エンジン、固められたサスペンション、デュアルエグゾーストシステムを装着していた。
自動車雑誌「ザ・モーター」が1949年にロードスターを計測したところ、最高速度は200.5km/h（124.6mph）、0-60mph加速10.0秒の高性能を記録、当時の価格は£1,263であった。2,000ccで性能的にはやや劣ったアストンマーティン・DB2が4シータークーペとはいえ£1,914もしたことを考えれば性能のわりに格安という、戦前SS車以来のジャガーの伝統は生きていた。　
モータースポーツにも活躍し、1950年のル・マン24時間レース12位入賞、ウィリアム・ライオンズはこの健闘ぶりを見てXK120ベースのレーシングスポーツカー・Cタイプの開発を決断し、1951年・1953年に優勝を飾った。また有名なワークス・ラリーカーの登録番号「NUB120」による1950-1951年のアルパイン・ラリー連続優勝など、多くの戦果を挙げ、速度記録も樹立した。
1954年に改良型のジャガー・XK140にバトンタッチされるまでに12,120台が生産され、外貨不足に悩んでいた当時の英国の事情から、その90％以上がアメリカを中心に海外輸出された。アメリカでは当時のスポーツカーブームの中心車種の一つとなり、ハリウッドスターのハンフリー・ボガート、イングリッド・バーグマン、クラーク・ゲーブルらも愛用した。当時の日本にも駐留米軍人らが比較的多数持ち込み、当時の自動車マニアの垂涎の的となった。